# Губари (Черниговская область)
Губари (укр. Губарі) — село в Черниговском районе Черниговской области Украины. Население 125 человек. Занимает площадь 0,75 км².
С конца февраля по начало апреля 2022 года село было оккупировано российскими войсками в ходе вторжения России на Украину.
Код КОАТУУ: 7424485203. Почтовый индекс: 15040. Телефонный код: +380 4641.

## Власть
Орган местного самоуправления — Любечская поселковая община. Почтовый адрес: 15041, Черниговская обл., Черниговский р-н, пгт Любеч, ул. Добрынинская, 60.